# فرودگاه سچرکک
فرودگاه سچرکک (به انگلیسی: Schrock Airport) یک فرودگاه خصوصی است که یک باند فرود چمن دارد و طول باند آن ۴۸۷ متر است. این فرودگاه در کشور ایالات متحده آمریکا قرار دارد و در ارتفاع ۷۴ متری از سطح دریا واقع شده است.